# Homalopsidae
Super-famille
Famille
Synonymes
- Homalopsinae Bonaparte, 1845

Les Homalopsidae sont une famille de serpents. Elle a été créée par Charles-Lucien Bonaparte en 1845.

## Répartition
Les espèces de cette famille se rencontrent en Asie du Sud-Est, en Asie du Sud, en Asie de l'Est et en Océanie.

## Liste des genres
Selon The Reptile Database (4 décembre 2014) :
- Bitia Gray, 1842
- Brachyorrhos Kuhl, 1826
- Calamophis Meyer, 1874
- Cantoria Girard, 1857
- Cerberus Cuvier, 1829
- Dieurostus Berg, 1901
- Djokoiskandarus Murphy, 2011
- Enhydris Sonnini & Latreille, 1802
- Erpeton Lacépède, 1800
- Ferania Gray, 1842
- Fordonia Gray, 1837
- Gerarda Gray, 1849
- Gyiophis Murphy & Voris, 2014
- Heurnia Jong, 1926
- Homalophis Peters, 1871
- Homalopsis Kuhl & Hasselt, 1822
- Hypsiscopus Fitzinger, 1843
- Karnsophis Murphy & Voris, 2013
- Kualatahan Murphy & Voris, 2014
- Mintonophis Murphy & Voris, 2014
- Miralia Gray, 1842
- Myron Gray, 1849
- Myrrophis Kumar, Sanders, Sanil & Murphy, 2012
- Phytolopsis Gray, 1849
- Pseudoferania Ogilby, 1891
- Raclitia Gray, 1842
- Subsessor Murphy & Voris, 2014
- Sumatranus Murphy & Voris, 2014

## Taxinomie
Cette famille était traditionnellement considérée comme la sous-famille des Homalopsinae dans les Colubridae.

## Publication originale
- Bonaparte, 1845 : Specchio generale dei sistemi erpetologico, anfibiologico ed ittiologico. Atti Riunione degli Scienziati Italiani, vol. 6, p. 376-378.